# Helalia Johannes
Helalia Johannes (tên đầy đủ: Helalia Lukeiko Johannes, tên khác Hilaria Johannes; sinh ngày 13 tháng 8 năm 1980) là một vận động viên chạy đường dài người Namibia chuyên về marathon. Cô giữ kỷ lục quốc gia Namibia trong các 10 km, 20 km, nửa marathon và marathon.
Cô đại diện cho quốc gia của mình tại Thế vận hội Bắc Kinh 2008, Thế vận hội Luân Đôn 2012 và Thế vận hội Liên minh 2018 và đã giành huy chương tại Thế vận hội quân sự, Trò chơi All-Africa và gần đây tại Thế vận hội Commonwealth 2018.

## Tiểu sử
Cô sinh ra ở làng Oshali thuộc vùng Oshana, Namibia. Cô đã vô địch chặng đua nửa-marathon của cuộc thi Two Oceans Marathon bốn lần.
Johannes đã ra mắt quốc tế tại giải vô địch quốc gia IAAF World Cross 2005, nơi cô đã kết thúc ở vị trí thứ 80 trong chạy dài dành cho phụ nữ. Cô đứng thứ năm trong cuộc đua chạy dài nửa marathon của Universiade mùa hè 2007 và hoàn thành kỳ công tương tự tại 2007 All-Africa Games. Cô cũng chạy trong cuộc thi Dublin Marathon năm đó, đứng ở vị trí thứ tư.
Johannes đã chạy với thời gian đủ điều kiện (tối thiểu là 2:37:00) trong 2:33:06 tại Marathon Quốc tế Seoul vào tháng 3 năm 2008, và đủ điều kiện tham gia Thế vận hội Mùa hè 2008. Trong cuộc đua marathon tại Olympic, cô đã xếp thứ 40 trong bảng xếp hạng. Cô một lần nữa đại diện cho quốc gia Namibia trên quy mô toàn cầu tại giải vô địch thế giới điền kinh năm 2009, nhưng chỉ hoàn thành chặng đua với vị trí thứ 56 với thời gian 2:50:19. Cô đã hồi phục tại Dublin Marathon, kết thúc với tư cách là người về nhì. Năm sau, cô đã có một trong những màn trình diễn quốc tế xuất sắc nhất của mình, đứng thứ 16 tại Giải vô địch nửa marathon thế giới IAAF 2010.